# Joaquim Molas
Joaquim Molas i Batllori (Barcelona, 5 de septiembre de 1930-ibidem, 16 de marzo de 2015) fue un escritor, filólogo, crítico literario y profesor universitario español.

## Biografía
Nació en 1930 en la ciudad de Barcelona. Estudió Filología Románica en la Universidad de Barcelona, donde se doctoró en 1958. Posteriormente amplió sus estudios en la Universidad de Liverpool (Reino Unido). En 1969 obtuvo la cátedra de lengua y literatura catalana en la Universidad Autónoma de Barcelona. Fue miembro del Instituto de Estudios Catalanes.

## Actividad literaria
Influido por Dámaso Alonso y Martín de Riquer, se dedicó inicialmente al estudio de la literatura medieval. A mediados de la década de 1960 se decanta finalmente por la literatura contemporánea, realizando compilaciones y estudios históricos.
Ha sido miembro del consejo de redacción de diversas revistas, entre las cuales destacan Serra d'Or (1965-1977), Recerques (1970-1987) y el Anuari Verdaguer (desde 1986). 
En 1984 ganó el Premio Crítica Serra d'Or por su obra La literatura catalana d'avantguarda, 1916-1938. En 1996 consiguió nuevamente el premio de Serra d'Or por Obra Crítica I, que también fue premiado con el Premio Lletra d'Or. En 1999 lo volvió a obtener por Obra Crítica II. En 1998 fue galardonado con el Premio de Honor de las Letras Catalanas, en 1999 el Premio Creu de Sant Jordi y en 2003 la Medalla de Oro de la Generalidad de Cataluña.